# アリソン・パークス
アリソン・パークス Allison Parks（本名グロリア・ウォルドロン Gloria Waldron、1941年10月18日 - 2010年6月21日）は、アメリカ合衆国のモデル・女優。彼女は、米PLAYBOY誌・1965年10月号のプレイメイト・オブ・ザ・マンス、1966年度のプレイメイト・オブ・ザ・イヤーに選ばれた。彼女の元のグラビアはウィリアム・フィッゲ (William Figge) によって撮影された。
「アリソン・パークス」はPLAYBOY誌のモデルを務めた際に使用した偽名であったが、彼女はこの名が非常に好きであるとプレイメイト・ブックに語り、常にこの名前を使い続けた。彼女は中央見開き折込ページ（センターフォールド）に登場した時点で、すでに母親となっていた、アリソンの子供は彼女のグラビアの中に登場しているが、「水泳教室」の生徒と認識されていた。
プレイメイトを務めた後、アリソンはモデル・女優として長年働いた。その多くはテレビコマーシャルにおけるものであった。彼女は現在投資カウンセリング事務所で働いている。
2010年6月21日、彼女のお気に入りのハワイのビーチで心不全で亡くなった。